# 미소짓는 부처
미소짓는 부처(Smiling Buddha)는 1974년 5월 18일 라자스탄 주 포카란의 지하 핵 실험장에서 실시된 인도 최초의 핵 실험이다.

## 역사
이 핵 실험은 공교롭게도 석가모니가 깨달음을 얻은 기념일(Buddha Purnima Day)에 실시되었다. 포카란의 지하 핵 실험장에서 핵출력 TNT 12kt의 핵폭탄을 터뜨렸다.
미국, 소련, 중화인민공화국 등은 농축 우라늄을 만들어 핵 반응을 시켜 플루토늄을 생산하고 있으나 인도는 4기의 중수로를 써서 천연 우라늄에 중성자를 보태어 플루토늄으로 전환시켜 핵폭탄을 제조한 것이 특징이다.
미국 USGS에서는 1974년 5월 18일 02시 34분 55초(UTC)에 진앙 북위 26.949도, 동경 71.704도, 진원 0.0 km에서 리히터 규모 5.0의 지진이 발생한 것을 관측했다.

## 반응
- 1974년 5월 18일 - 인도가 최초로 핵 실험을 했다. 유엔 안보리 상임이사국 5개국 이외에는 최초의 핵 실험이다. 인도 핵 실험의 충격으로 당시 전세계는 핵확산이 크게 유행했다.
- 1974년 6월 24일 - 해럴드 윌슨 영국 총리가 5차 지하 핵 실험을 성공적으로 실시했다고 영국 하원에서 발표했다. 같은 날 미국 네바다주 라스베가스에 위치한 미국 원자력 위원회(AEC)는 1958년 미영 핵정보 및 핵과학자 교류협정에 따라 네바다 지하 핵 실험장에서 공동 핵 실험을 실시했다고 발표했다.[2]
- 1974년 6월 27일 - 프랑스와 이란이 핵기술 협정을 체결했다. 5기의 원전을 이란에 판매하고, 농축우라늄을 공급하며, 핵기술자를 양성한다는 내용이다.[3]
- 1974년 10월 - 대한민국과 프랑스 간에 원자력 협정을 체결했다.
- 1975년 6월 - 서독이 브라질에 플루토늄 생산용 핵연료 재처리 공장을 판매하는 계약을 체결했다. 지난 30년간 핵선진국은 플루토늄 생산용 핵연료 재처리 공장 수출을 금지했는데, 처음 깨졌다.[4]
- 1975년 10월 - 프랑스가 대한민국에 플루토늄 생산용 핵연료 재처리 공장을 판매하기로 했다.

## 같이 보기
- 포카란 2차 핵 실험 - 1998년에 실시된 인도의 2차 핵 실험